# Federazione di baseball di Hong Kong
La Federazione di baseball di Hong Kong (eng. Hong Kong China Baseball Association) è un'organizzazione fondata per governare la pratica del baseball a Hong Kong.
Organizza il Campionato di baseball di Hong Kong, e pone sotto la propria egida la nazionale maschile.